# Puchar Europy Zdobywczyń Pucharów siatkarek (1977/1978)
Puchar Europy Zdobywczyń Pucharów 1977/1978 – 6. sezon Puchar Europy Zdobywczyń Pucharów rozgrywanego od 1977 roku, organizowanego przez Europejską Konfederację Piłki Siatkowej (CEV) w ramach europejskich pucharów dla żeńskich klubowych zespołów siatkarskich "starego kontynentu".

## Drużyny uczestniczące
- SC Dynamo Berlin
- Wisła Kraków
- KPS Brno
- VBC Bern
- VC Turnhout Bruksela
- SL Benfica
- VC Schwerte
- Zirinos Zaon
- Metauro Fano
- RS Tel Awiw
- Quick Orion Doetinchem
- Vasas Izzo Budapeszt
- ASUL Lyon
- Blau Gelb Wiedeń

## Rozgrywki

### 1/8 finału
| Data       | Drużyna 1              | Wynik | Drużyna 2            | Sety                     |
| ---------- | ---------------------- | ----- | -------------------- | ------------------------ |
|            | SC Dynamo Berlin       |       | wolny los            |                          |
| 10.12.1977 | Wisła Kraków           | 3:0   | VBC Bern             | 15:12, 15:3, 15:5        |
| 17.12.1977 | Wisła Kraków           | 3:0   | VBC Bern             | 15:6, 15:7, 15:5         |
|            | KPS Brno               |       | wolny los            |                          |
| 10.12.1977 | VC Turnhout            | 3:0   | SL Benfica           |                          |
| 17.12.1977 | VC Turnhout            | 3:0   | SL Benfica           | 15:13, 15:11, 8:15, 15:7 |
|            | VC Schwerte            | 3:0   | Zirinos Zaon         |                          |
|            | VC Schwerte            | 3:0   | Zirinos Zaon         |                          |
|            | Metauro Fano           | 3:0   | RS Tel Awiw          |                          |
|            | Metauro Fano           | 3:0   | RS Tel Awiw          |                          |
| 10.12.1977 | Quick Orion Doetinchem | 1:3   | Vasas Izzo Budapeszt | 15:12, 7:15, 8:15, 3:15  |
| 17.12.1977 | Quick Orion Doetinchem | 0:3   | Vasas Izzo Budapeszt |                          |
|            | ASUL Lyon              | 3:2   | Blau Gelb Wiedeń     |                          |
| 17.12.1977 | ASUL Lyon              | 3:1   | Blau Gelb Wiedeń     |                          |

### Ćwierćfinał
| Data       | Drużyna 1            | Wynik | Drużyna 2        | Sety                     |
| ---------- | -------------------- | ----- | ---------------- | ------------------------ |
| 08.01.1978 | Wisła Kraków         | 1:3   | SC Dynamo Berlin | 11:15, 15:6, 6:15, 10:15 |
| 15.01.1978 | Wisła Kraków         | 0:3   | SC Dynamo Berlin | 2:15, 10:15, 7:15        |
| 08.01.1978 | KPS Brno             | 3:0   | VC Turnhout      | 15:3, 15:8, 15:8         |
| 14.01.1978 | KPS Brno             | 3:0   | VC Turnhout      | 15:6, 15:7, 15:13        |
|            | Metauro Fano         |       | VC Schwerte      |                          |
| 10.01.1978 | Metauro Fano         | 1:3   | VC Schwerte      | 10:15, 15:8, 7:15, 8:15  |
| 14.01.1978 | Vasas Izzo Budapeszt | 3:0   | ASUL Lyon        |                          |
|            | Vasas Izzo Budapeszt | 3:1   | ASUL Lyon        |                          |

### Turniej finałowy
Treviso
Tabela
| Lp. | Drużyna              | Pkt | Mecze | Mecze | Mecze | Sety | Sety | Sety  |
| Lp. | Drużyna              | Pkt | M     | W     | P     | wyg. | prz. | ratio |
| --- | -------------------- | --- | ----- | ----- | ----- | ---- | ---- | ----- |
| 1   | SC Dynamo Berlin     | 6   | 3     | 3     | 0     | 9    | 1    | 9.000 |
| 2   | KPS Brno             | 4   | 3     | 1     | 2     | 4    | 6    | 0.667 |
| 3   | VC Schwerte          | 4   | 3     | 1     | 2     | 4    | 7    | 0.571 |
| 4   | Vasas Izzo Budapeszt | 4   | 3     | 1     | 2     | 4    | 7    | 0.571 |

Wyniki
| Data       | Drużyna 1            | Wynik | Drużyna 2            | Sety |
| ---------- | -------------------- | ----- | -------------------- | ---- |
| 10.02.1978 | Vasas Izzo Budapeszt | 3:1   | VC Schwerte          |      |
| 10.02.1978 | SC Dynamo Berlin     | 3:0   | KPS Brno             |      |
|            |                      |       |                      |      |
| 11.02.1978 | KPS Brno             | 3:0   | VC Schwerte          |      |
| 11.02.1978 | SC Dynamo Berlin     | 3:0   | Vasas Izzo Budapeszt |      |
|            |                      |       |                      |      |
| 12.02.1978 | VC Schwerte          | 3:1   | KPS Brno             |      |
| 12.02.1978 | SC Dynamo Berlin     | 3:1   | Vasas Izzo Budapeszt |      |

## Klasyfikacja końcowa
| Miejsce | Drużyna              |
| ------- | -------------------- |
| złoto   | SC Dynamo Berlin     |
| srebro  | KPS Brno             |
| brąz    | VC Schwerte          |
| 4.      | Vasas Izzo Budapeszt |